# Associação Ferroviária de Esportes
L'Associação Ferroviária de Esportes, nota anche semplicemente come Ferroviária, è una società calcistica brasiliana con sede nella città di Araraquara, nello stato di San Paolo.

## Storia
Il club è stato fondato il 12 aprile 1950 dagli ingegneri dell'Estrada de Ferro Araraquara. Antônio Tavares Pereira Lima fu il primo presidente del club. Inizialmente i colori del club dovevano essere il blu e il bianco, come quelli di Rio de Janeiro. Tuttavia, questi colori non erano molto popolari, e vennero cambiati in granata e bianco, come quelli della Juventus di San Paolo.
Il 13 maggio 1951, il club ha giocato la sua prima partita. Il club sconfisse il Mogiana di Campinas 3-1. Il primo gol del club fu fatto da Fordinho. Il 20 maggio 1951, il club ha giocato la sua seconda partita, nella città di Taquaritinga, e fu anche la prima sconfitta del club. Il Linense di Lins sconfisse la Ferroviária 2-1. Il 10 giugno 1951, lo stadio del Ferroviária, chiamato Estádio Fonte Luminosa, fu inaugurato. Nella partita inaugurale, il Vasco da Gama di Rio de Janeiro sconfisse la Ferroviária 5-0. Il 1º luglio 1951, la Ferroviária ha giocato la sua prima partita contro un altro club della stessa città. La Ferroviária fu sconfitta dal Paulista di Araraquara 4-0.
Il 15 aprile 1956, la Ferroviária sconfisse il Botafogo di Ribeirão Preto 6-3 nella fase finale del Campeonato Paulista Série A2 (disputata da otto squadre che giocavano andata e ritorno), e così ha vinto il titolo e ha ottenuto la promozione nella massima divisione statale dell'anno successivo. Nell'ultima partita di campionato, la Ferroviária sconfisse la Portuguesa Santista 5-4.
Nel 1983, la Ferroviária ha partecipato al Campeonato Brasileiro Série A, dove ha terminato al 12º posto. Nel 1994, il club è stato finalista del Campeonato Brasileiro Série C, venendo sconfitto dal Novorizontino 1-0 all'andata in casa, e 5-0 al ritorno a Novo Horizonte. Il club ottenne così la promozione nella seconda divisione nazionale dell'anno successivo.

## Palmarès

### Competizioni statali
- Campeonato Paulista Série A2: 3

1955, 1966, 2015
- Copa Paulista: 2

2006, 2017

### Altri piazzamenti
- Campeonato Brasileiro Série B:

Terzo posto: 1980
- Campeonato Brasileiro Série C:

Secondo posto: 1994
Terzo posto: 2024
- Campeonato Brasileiro Série D:

Secondo posto: 2023